# دهستان پهانگیول
دهستان پهانگیول (به لاتین: Phangyuel Gewog) یک دهستان در کشور بوتان است که در ناحیهٔ وانگدودودرنگ واقع شده‌است.